# ائرو ای.۳۰
ائرو ای. ۳۰ (به انگلیسی: Aero A.30) یک هواپیمای ساختِ آئرو ودوخودی در کشور چکسلواکی است. نخستین استفاده‌کنندهٔ این هواپیما نیروی هوایی چکلسواکی بوده‌است.

## استفاده‌کنندگان
چکسلواکی
- نیروی هوایی چکلسواکی

- نیروی هوایی شاهنشاهی ایران در سال ۱۹۲۳ یک فروند ای.۳۰ از چکسلواکی خریداری کرد.